# Cal Fill Únic
Cal Fill Únic és una masia d'Espinelves (Osona) inclosa a l'Inventari del Patrimoni Arquitectònic de Catalunya.

## Descripció
Edifici civil. Masia de planta rectangular (9x6), coberta a dues vessants i amb el carener perpendicular a la façana, situada a migdia. Consta de planta baixa, pis i golfes. La façana presenta un portal rectangular, una finestra a la planta baixa i una altra al primer pis. A llevant, el mur és gairebé cec, només s'obren dues finestretes a les golfes. Al nord només hi ha una finestreta, també a les golfes. A ponent s'hi adossa un terrat de quatre metres d'ample al llarg de la façana, amb obertures d'arc rebaixat a la planta baixa i a nivell del primer pis sembla inacabat, ja que hi falta la barana. Els ràfecs de la teulada només volen a les parts est i oest. L'estat de conservació és bo, ja que ha estat restaurada recentment.
Els camps propers a la casa estan dedicats a "vivers forestals". Prop de la casa i vers el sud-oest hi ha un pou cobert amb cúpula.

## Història
Masia situada al marge dret de la riera d'Espinelves, a tocar de la carretera d'Espinelves a Arbúcies.
Per la zona on està situada, formant part del veïnat de la Creu, que consta d'unes 15 cases, podem suposar que podia haver estat construïda entre els segles XVII i XVIII, època d'expansió del municipi. Ha estat restaurada recentment com a segona residència.